# Comuna de Lubień
Lubień (polaco: Gmina Lubień) é uma gminy (comuna) na Polónia, na voivodia de Pequena Polónia e no condado de Myślenicki. A sede do condado é a cidade de Lubień.
De acordo com os censos de 2004, a comuna tem 9200 habitantes, com uma densidade 122,7 hab/km².

## Área
Estende-se por uma área de 75,01 km², incluindo:
- área agricola: 49%
- área florestal: 46%

## Demografia
Dados de 30 de Junho 2004:
|                      | Total   | Total | Mulheres | Mulheres | Homens  | Homens |
| -------------------- | ------- | ----- | -------- | -------- | ------- | ------ |
|                      | pessoas | %     | pessoas  | %        | pessoas | %      |
| População            | 9200    | 100   | 4615     | 50,2     | 4585    | 49,8   |
| Densidade (pop./km²) | 122,7   | 100   | 61,5     | 61,5     | 61,1    | 61,1   |

De acordo com dados de 2002, o rendimento médio per capita ascendia a 1245,35 zł.

## Comunas vizinhas
- Jordanów, Mszana Dolna, Pcim, Rabka-Zdrój, Tokarnia